# Heinz Stöckler
Heinz Stöckler (* 22. Dezember 1952 in Zürich) ist ein Schweizer Erfinder und Unternehmer. Unter anderem hat er das Aluminium-Faltzelt erfunden, das heute vorwiegend als Partyzelt verwendet ist.

## Leben
Heinz Stöckler besuchte mit 16 Jahren die Handelsschule, danach die Kunstgewerbeschule berufsbegleitend zu seiner Ausbildung zum Typografen. Anschließend studierte er an der Ingenieurschule Lausanne, wo er den Abschluss diplomierter Ingenieur der Grafischen Industrie erwarb.
Stöckler erhielt seine erste Anstellung in der Publicitas Genf, mit Zuständigkeit für die Promotion der Pachtblätter La Suisse und Tribune de Genève. Unter dem Firmennamen „Fotosatzstudio Stoeckler Genève“ begann Stöckler Zeitschriften und Bücher zu setzen. Unter dem Namen „Stoeckler naturgemäß gärtnern“ vertreibt Heinz Stöckler bis heute selbst entwickelte Produkte zum Kompostieren.
Ab 1990 entwickelte und vertrieb Heinz Stöckler als erster Anbieter überhaupt Faltzelte in Aluminium durch die „Stoeckler Bio Agrar AG, Division Pro-Tent“. Im Jahr 2000 gründete Heinz Stöckler die Pro-Tent AG, die heute neben Faltzelten auch modulare Messesysteme anbietet.

### Erfindungen und Patente
- Faltzelt aus Aluminium
- Teleskopierbares Nutenprofil für ein Faltzeltsystem, das auch feste Wandfüllungen ermöglicht
- Diverse Details der Faltzelte, u. a.: Transporttasche, Verbindungselemente, Schnellver-schlüsse, gerundete Profile mit 45-Grad-Anbindung[1][2]
- Rahmenprofile für ein Raum-im-Raum-System
- Thermo-Komposter, gültiges EP-Patent (der erste wärmedämmende Komposter mit gekapselter Luft als Isolator, vergleichbar mit dem Thermoprinzip einer Doppel-Glasscheibe)
- Bio-Schredder 3500-Compact (zur kompostgerechten Zerkleinerung von Gartenabfällen)
- GreenCard – die erste Öltestkarte zur zuverlässigen Selbstdiagnose von Motorenöl in Benzin- und Dieselmotoren

(Quelle:)

## Auszeichnungen
- Goldmedaille der 33. Erfindermesse in Genf (für das faltbare Messebau-System SwissModul 4000)[4]
- Sonderpreis der Stadt Genf für die innovativste Erfindung (ebenfalls SwissModul 4000)
- Testsieger Stiftung Warentest mit dem HANDY® Thermo-Komposter